# Madrigalchor Aachen
Der Madrigalchor Aachen ist ein gemischter Kammerchor, der 1978 in Aachen gegründet wurde und Mitglied im Verband Deutscher Konzertchöre ist. Anfangs widmete sich der Chor gemäß seiner Namensgebung der Aufführung von mehrheitlich weltlicher Madrigalmusik sowie geistlicher Chormusik der Renaissance und des Barocks. Später erweiterte er sein Repertoire um die Musik der Romantik und der Moderne. Seit 2025 wird der mittlerweile etwa 35 Stimmen zählende Chor von Andrea Jacobs geleitet. Der Madrigalchor Aachen ist neben Carmina Mundi, dem Aachener Kammerchor und dem Jungen Chor Aachen einer der vier Chöre, die 2009 die Internationale Chorbiennale in Aachen initiierten.

## Geschichte
Zur Gründung des Chores fanden sich 1978 zwölf Sängerinnen und Sänger ein, die unter der Leitung des damals an der Musikhochschule Köln studierenden Johannes Meister Werke der für den Chor namensgebenden Madrigalmusik, aber auch Stücke der Romantik und Moderne zur Aufführung brachten. In den folgenden Jahren trat der Chor im Großraum Aachen, im Rheinland, in Münster und im benachbarten Ausland sowie in Halifax, England, und in Dänemark auf. Im Jahr 1984 erreichte der Chor beim internationalen Chorwettbewerb „Cleveland Inter-TIE“ (Tees-side International Eisteddfod) in Middlesbrough in der Kategorie „Kammerchöre“  den ersten Platz. Nachdem Meister entschieden hatte, sein weiteres Wirken im Ausland fortzusetzen (er ist heute im schweizerischen Zug tätig), übernahm ein Jahr später Thomas Busch die Chorleitung.
Unter Busch nahm der Aachener Madrigalchor neben weiteren zahlreichen nationalen und internationalen Auftritten am Chorwettbewerb 1987 in Maasmechelen teil und erreichte im November 1989 beim Ausscheidungssingen zum Deutschen Chorwettbewerb in Köln den vierten Platz. Eine Konzertreise nach Indien und Singapur markierte einen weiteren Höhepunkt. Anschließend leiteten Andreas Fiebig (bis Dezember 1991) und Clementine Neuray den Chor. 1992 entwickelte sich der Chor von einer studentischen Initiative zu einem organisierten Chor, Clementine Neuray trat in diesem Kontext zurück. Mit der Wahl des Niederländers Hans Leenders, eines Kirchenmusikers  und Hochschullehrers aus Maastricht zum neuen Chorleiter, entschieden sich die Mitglieder für die Fortführung des Chores mit erweiterter Programmgestaltung aus allen Epochen sowie mit einem größeren Ensemble.
Unter der Leitung von Leenders erhielt der Chor neuen Aufschwung, die nationalen und internationalen Auftritte wurden intensiviert und Erfolge bei Wettbewerbsteilnahmen traten wieder ein. So erreichte der Madrigalchor Aachen unter anderem im Jahr 1995 beim Internationalen Chorwettbewerb in Middlesbrough in der Kategorie „Small mixed Choirs“ und „Large mixed Choirs“ jeweils einen zweiten Platz. In den folgenden Jahren erhielt der Chor Einladungen zu Gastauftritten in Heerlen, Maastricht, Reims, Tongeren, Vaals, zum „9ème Festival International d'Orgue d'Arbois“ (2009) und zum Barockfestival in Pontoise (2012). Neben gemeinsamen Aufführungen mit den anderen in Aachen beheimateten Chören trat der Madrigalchor Aachen unter anderem mit dem Chœur de chambre Ars Vocalis de Reims, dem Singapore Youth Choir, dem Jenaer Madrigalkreis der Jenaer Philharmonie, dem Vocaal Ensemble Kerkrade und dem Venloos Vocaal Ensemble auf.
Im Rahmen des 20-jährigen Chorjubiläums 1998 organisierte der Chor eine Konzertreise nach Jerusalem und Nazareth, wo der Chor anlässlich des internationalen Festivals „musica sacra“ auftrat, sowie nach Tel Aviv anlässlich des Jubiläumskonzerts des „Tel-Aviv Chamber Choir“ in der Noga Hall, das vom israelischen Fernsehen aufgezeichnet wurde. Außerdem gestaltete der Madrigalchor auf dieser Reise einen Gottesdienst in der Erlöserkirche in Jerusalem. Weitere besondere Konzertreisen fanden statt nach Toledo (2000), Antwerpen (2001), Estland (2004), Rom (2007), Groningen (2010) und in die Bretagne (2012), wo es zusammen mit ortsansässigen Chören zu Aufführungen kam. 
Der Madrigalchor Aachen führte wiederholt deutsche und internationale Erstaufführungen auf, so unter anderem 1993 den Psalm 112 „Laudate servi domini“ von Ludo Claesen, 1996 die „Muziek voor Koor“ von Tijn Stoverinck, 2007 das Werk: „Nacht gibt alter Frau das Wort“ von Wolfgang Bartsch (* 1964), welches durch einen indianischen Text inspiriert ist, und 2010 das Oratorium „Evangelium Veritas“ von Leo Köhlenberg. Im Jahr 2013 wurde die „Motetta brevia de tempore“ von Marcus Teller (1682–1728) und die „Ballade des äußeren Lebens“ für vier Chöre von Hans Leenders uraufgeführt.
Neben Rundfunkaufnahmen beim WDR, der BBC und der KRO entstanden einige CDs, wie beispielsweise die CD „Leipziger Allerlei“ aus dem Jahr 2007 mit Werken von Komponisten des 18. und 19. Jahrhunderts. In der Presse erhielt der Madrigalchor Aachen über die Jahre hinweg durchweg positive Kritiken.
Ein besonderes Anliegen war und ist dem Madrigalchor Aachen die Internationale Chorbiennale in Aachen; er brachte sich sowohl bei der Gründung im Jahr 2009 als auch bei der aktiven Ausgestaltung ein.
Im Dezember 2017 übergab Hans Leenders nach 25-jähriger Leitung an Johannes Honecker, der seitdem verstärkt Werke der Romantik und Moderne ins Repertoire aufnahm, wie das Oratorium Elias von Mendelssohn, die Cantus-Messe von Rheinberger, das Requiem für die Toten des Estonia-Schiffunglücks von Jaakko Mäntyjärvi und die von Aljoscha Ristow für den Chor geschriebenen Morgenstern-Gesänge (Uraufführung im Juni 2024 in Aachen). Mit dem gefeierten Eröffnungskonzert der Chorbiennale 2025 gab Honecker seinen Abschied vom  Madrigalchor bekannt.
Seit August 2025 steht der Madrigalchor Aachen unter der Leitung von Andrea Jacobs.